# سونگ چینگ لینگ
سونگ چینگ لینگ (به چینی: 宋慶齡) (زاده ۲۷ ژانویه ۱۸۹۳ – درگذشته ۲۹ مه ۱۹۸۱)، همسر سون یات سن، از اعضای حزب کمونیست چین و رئیس‌جمهور افتخاری جمهوری خلق چین بود.